# Lautaro (volcan)
Pour les articles homonymes, voir Lautaro (homonymie).
Le Lautaro est un volcan du Chili qui se présente sous la forme d'un stratovolcan couvert de glaciers et émergeant au-dessus du champ de glace Sud de Patagonie. Sa dernière éruption s'est produite le 8 mars 1979.

## Géographie
Le Lautaro, situé dans le Sud du Chili, est le volcan le plus septentrional de la zone volcanique australe des Andes. Avec une altitude de 3 607 mètres, il constitue le point culminant du parc national Bernardo O'Higgins.
Un cratère est situé juste en contrebas de son sommet.

## Histoire
Le Lautaro reçoit son nom en 1952, en l'honneur de Lautaro, chef mapuche du XVIe siècle.
Sa première ascension, est réalisée par Peter Skvarca et Luciano Pera, le 29 janvier 1964. Les deux hommes empruntent à cette occasion l'arête sud-est. Après avoir passé de nombreuses crevasses, plaques de glace, corniches et un dôme de glace au sommet, ils passent à proximité d'un cratère actif rejetant de grandes quantités de soufre à proximité du sommet. La seconde ascension est réalisée par Eric Jones, Mick Coffey et Leo Dickinson le 2 mars 1973.

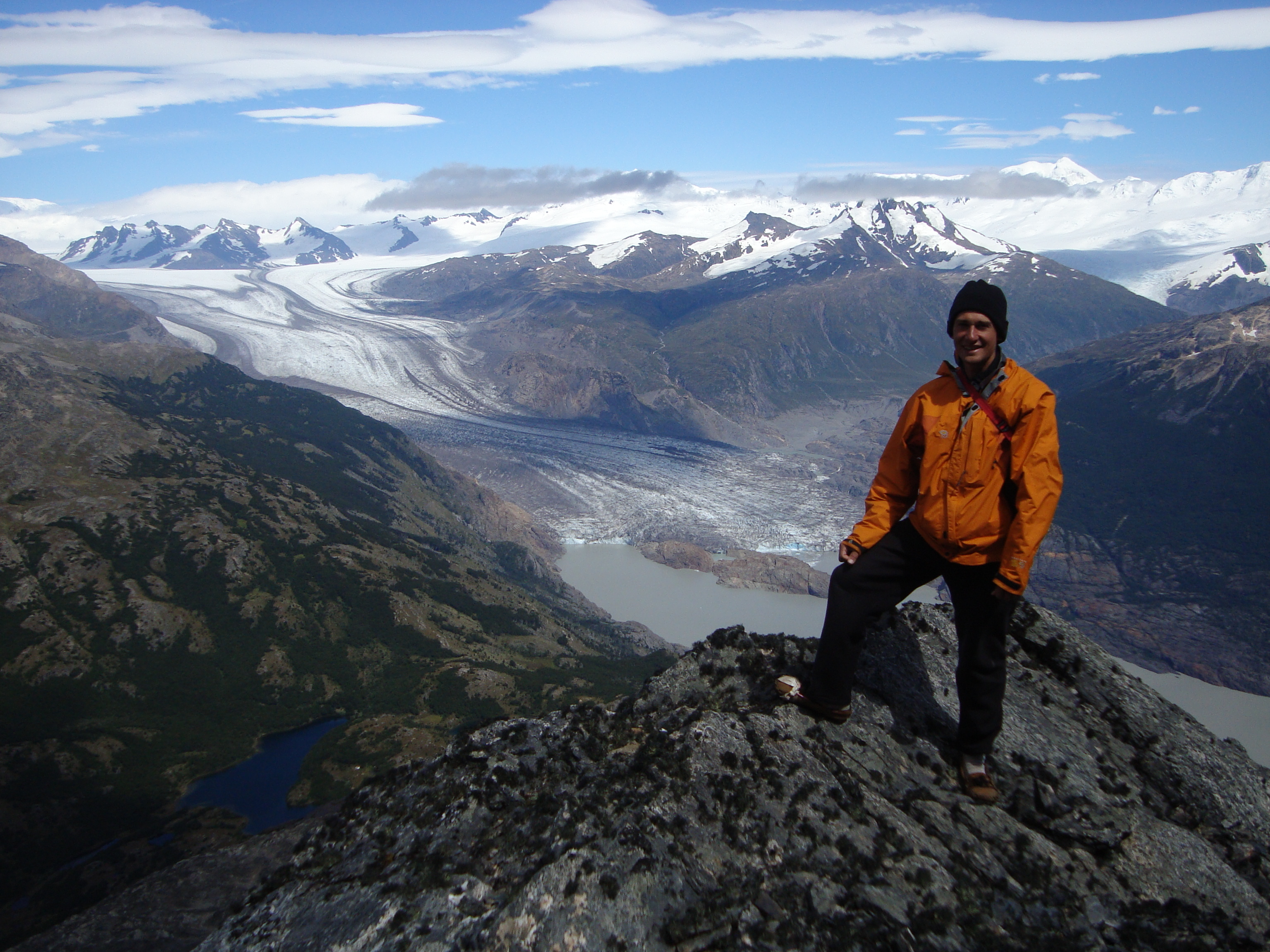
Vue d'une langue de glace du champ de glace Sud de Patagonie au premier plan et du sommet du Lautaro à l'horizon sur la droite depuis le sommet du Cerro Demetrio.

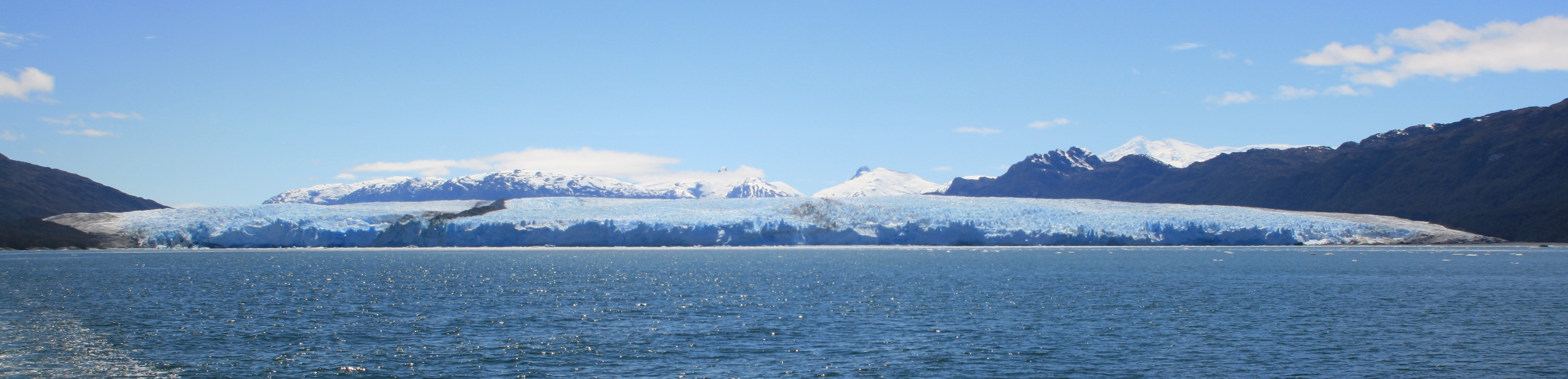
Vue panoramique d'une langue terminale du glacier Pío XI dans le Seno Eyre avec le sommet englacé du Lautaro sur la droite.